# استاتسونا
استاتسونا (به ایتالیایی: Stazzona) یک کومونه در ایتالیا است که در استان کومو واقع شده‌است.

## خصوصیات
استاتسونا ۷٫۵ کیلومترمربع مساحت و ۶۷۲ نفر جمعیت دارد.